# 大阪府立岬高等学校
大阪府立岬高等学校（おおさかふりつ みさき こうとうがっこう、英: Osaka Misaki High School）は、大阪府岬町淡輪に所在する公立高等学校。

## 概要
1979年に開校した。
大阪府内で最南端および最西端に位置する高等学校である。大阪湾を望む高台に立地する。校歌は、作詞家のもず唱平が作詞を手がけた。
授業は少人数制、チームティーチングで行われる。1年次は芸術の選択科目を除いて共通科目を学習し、2年次からはコースに分かれる。うち海洋専門コースでは、地の利を生かし、近隣に立地する大阪府立青少年海洋センターと連携しての自然環境の学習やシーカヤックの製作、ヨットやカヌーなどの漕艇・マリンスポーツ実習、漁業体験などの水産科目を開講している。マリンスポーツ実習は、普通科高等学校としては全国で初めて導入されたものでもある。この他に和歌山大学システム工学部での体験授業やロボット研究室の見学などの高大連携も実施している。
学校のキャッチフレーズは、「夢をチカラに！」。生徒の自己実現に力を入れ、キャリア教育を重視。2年生の希望者を対象にした事業所へのインターンシップ体験などもおこなっている。部活動や地域貢献活動も盛んで、府の「こころの再生」府民運動に参加している。
2019年度より通級指導教室を設置し、発達障害を持つ生徒を対象にした指導・受け入れ体制を取っている。対象生徒は通常の学級に在籍しながら、一部の授業では特性に応じた個別指導を受ける。
2011年より、イングリッシュフロンティアハイスクールズG1グレード校に指定されている。

## 沿革

### 年表
- 1979年 - 開校
- 1980年 - 体育館完成
- 1981年 - 校歌制定
- 1982年 - 運動場・テニスコート整備工事完了
- 1990年 - LAN教室設置
- 1992年 - 普通科高校としては全国初のマリンスポーツ実習開始。
- 1993年 - 国英コース設置
- 1994年 - 情報実務コース設置
- 1995年 - 制服改定
- 2002年 - 系列制・コース制スタート
- 2008年 - コースを改編・整理。
- 2016年 - 総合学科・エンパワメントスクールに改編される
- 2019年 - 通級指導教室を設置。

## 交通
- 南海本線・多奈川線 みさき公園駅 東へ約1km